# القصر (ولاية بجاية)
القصر بلدية بولاية بجاية بالجزائر

## أعلام
- صورايا حداد
- رشيد باريس

## مواضيع ذات صلة
- بلديات ولاية بجاية
- دوائر ولاية بجاية